# Galinsoginae
Galinsoginae Benth., 1873 è una sottotribù di piante spermatofite dicotiledoni appartenenti alla famiglia Asteraceae (sottofamiglia Asteroideae, tribù Millerieae).

## Etimologia
Il nome della sottotribù deriva dal suo genere tipo Galinsoga il quale a sua volta deriva dal medico spagnolo Mariano Martinez de Galinsoga (1766-1797), medico a Madrid e Soprintendente per il Giardino Botanico di Madrid.

Il nome scientifico della sottotribù è stato definito per la prima volta dal botanico inglese George Bentham (1800-1884) nella pubblicazione "Genera Plantarum ad exemplaria imprimis in herbariis Kewensibus - 2(1): 167, 198. 1873" del 1873.

## Descrizione
Le specie di questa sottotribù sono delle erbe annuali o perenni oppure degli arbusti (anche subarbusti). L'altezza varia da pochi centimetri fino a 3 metri.
Le foglie sono sia basali che cauline. Quelle basali raramente formano delle rosette. Le foglie lungo il caule sono disposte in modo opposto, sono picciolate o sessili. La forma della lamina fogliare è da lineare a ovata, ma può essere anche rombica, pennata o palmata, raramente è suborbicolare. I bordi normalmente sono dentati, ma possono essere anche interi. La superficie è per lo più trinervata, inoltre può essere glabra o pubescente, ma anche ispida, spinulosa, scabrosa o strigosa; possono essere presenti delle ghiandole punteggiate o dei peli stipato-ghiandolari.
Le infiorescenze sono composte da capolini terminali, radiati o discoidi, solitari o pochi raccolti in gruppi aperti di tipo corimboso o panicolato. I capolini normalmente sono formati da un involucro a forma da campanulata a emisferica o cilindrica, composto da diverse squame (o brattee) disposte su 2 - 5 serie, al cui interno un ricettacolo fa da base ai fiori di due tipi: quelli esterni del raggio e quelli più interni del disco. Le squame, da 6 a 30, in genere persistenti e sono da subuguali a fortemente scalate in altezza con superficie striata; la consistenza può essere sia erbacea che membranosa; la forma varia da ellittica a lanceolata, oppure lanceolato-lineare o lanceolato-ovale. Il ricettacolo comunemente ha una forma da piatta a convessa a conica. Le pagliette del ricettacolo hanno delle forme da ovate a filiformi (ma anche oblunghe o lanceolate), talvolta sono trilobate; inoltre qualche volta sono caduche, altre volte sono caduche con il frutto achenio.
Formula fiorale: per queste piante viene indicata la seguente formula fiorale:
* K 0/5, C (5), A (5), G (2), infero, achenio
I fiori sono tetraciclici (a cinque verticilli: calice – corolla – androceo – gineceo) e pentameri (ogni verticillo ha 5 elementi).  I fiori del raggio (da 0 a 21) sono tutti femminili e fertili con corolle colorate di bianco, giallo o bianco sfumato di rosa; i lobi della corolla talvolta sono invisibili. I fiori del disco (da 5 a 150), tubulosi, sono ermafroditi e fertili o raramente funzionalmente maschili; le corolle sono colorate di giallo o giallo-verde, qualche volta porpora; i tubi sono più brevi della gola.  Il calice è ridotto ad una coroncina di squame.
L'androceo è formato da 5 stami con filamenti liberi e antere saldate in un manicotto circondante lo stilo. Le appendici delle antere sono da strettamente lanceolate a ovate; normalmente sono prive di tricomi ghiandolari. Le teche delle antere sono pallide o lievemente oscurate.
Il gineceo ha un ovario uniloculare infero formato da due carpelli.. Lo stilo è unico e con due stigmi nella parte apicale. Gli stigmi sono provvisti di due ampie e parallele superfici stigmatiche (raramente sono fuse insieme). Le appendici degli stigmi corte o assenti, se presenti sono papillose (su due righe) e raramente hanno una forma cilindrica.
I frutti sono degli acheni con pappo. La forma degli acheni è da obconica a obpiramidale (spesso è compressa), con sezione trasversale da subcilindrica a debolmente angolata (3 - 4 - 5 angoli); la superficie è nera, da glabra a moderatamente pubescente; a volte può essere strigosa. In qualche caso l'achenio è "tenuto" in una tasca ottenuta dalla fusione di una squama con 2 - 3 pagliette adiacenti. Il pappo è assente oppure è persistente e formato da poche (da 1 a 10) squamette di setole sia affusolate che troncate, oppure da setole (da 5 a 20) barbellate o piumose (a volte caduche, a volte persistenti) di uguale o differente lunghezza sempre disposte su una sola serie.

## Biologia
- Impollinazione: l'impollinazione avviene tramite insetti (impollinazione entomogama).
- Riproduzione: la fecondazione avviene fondamentalmente tramite l'impollinazione dei fiori (vedi sopra).
- Dispersione: i semi cadendo a terra sono successivamente dispersi soprattutto da insetti tipo formiche (disseminazione mirmecoria).

## Distribuzione e habitat
La distribuzione delle specie di questo gruppo è unicamente relativa all'America. Solamente due specie del genere Galinsoga si sono naturalizzate nel Vecchio Mondo. L'habitat è quello tipico delle zone tropicali o subtropicali o anche caldo-temperate. Diverse specie abitano a quote elevate e quindi con clima più freddo. Nella tabella sottostante è indicata la distribuzione specifica per ogni genere.

## Tassonomia
La famiglia di appartenenza della sottotribù (Asteraceae o Compositae, nomen conservandum) è la più numerosa del mondo vegetale e comprende oltre 23000 specie distribuite su 1535 generi (22750 specie e 1530 generi secondo altre fonti). La sottofamiglia (Asteroideae) è una delle 12 sottofamiglie nella quale è stata suddivisa la famiglia Asteraceae, mentre Millerieae è una delle 21 tribù della sottofamiglia. La tribù Millerieae a sua volta è suddivisa in 8 sottotribù (Galinsoginae è una di queste).

### Filogenesi
Questo gruppo inizialmente fu incluso nella tribù Heliantheae (Robinson, 1981) assieme ad altre 5 sottotribù e con una circoscrizione diversa di generi; solamente in seguito a studi di tipo filogenetico sul DNA la sottotribù venne descritta all'interno della tribù Millerieae. Le Galinsoginae sono incluse in un clade ben supportato la cui caratteristica maggiore è il numero cromosomico (2n = 16).

Il numero cromosomico prevalente delle specie di questo gruppo è 2n = 16 (2n = 8 per Sabazia e 2n = 34 per Oteiza).

### Composizione della sottotribù
La sottotribù comprende 9 generi e circa 87 specie.
| Genere                        | N. specie                    | Distribuzione                                                  |
| ----------------------------- | ---------------------------- | -------------------------------------------------------------- |
| Alepidocline S.F. Blake, 1934 | 5 spp.                       | Messico, America Centrale e Venezuela                          |
| Alloispermum Willd., 1807     | circa 15 spp.                | Messico, America Centrale e Ande (settentrionali)              |
| Aphanactis Wedd., 1856        | 13 spp.                      | Messico, America Centrale e Ande                               |
| Faxonia Brandegee, 1894       | 1 sp. (F. pusilla Brandegee) | Messico                                                        |
| Galinsoga Ruiz. & Pav., 1794  | 15 spp.                      | Zona neotropicale (questo genere è presente in Italia)         |
| Oteiza La Llave, 1832         | 4 spp.                       | Messico e Guatemala                                            |
| Sabazia Cass., 1827           | 17 spp.                      | Messico, America Centrale e Sud America (parte settentrionale) |
| Schistocarpha Less., 1831     | 16 spp.                      | Messico e America Centrale                                     |
| Selloa Kunth, 1818            | 1 sp. (S. plantaginea Kunth) | Messico                                                        |

### Chiave per i generi
Per meglio comprendere ed individuare i vari generi della sottotribù l'elenco seguente utilizza il sistema delle chiavi analitiche:

- Gruppo 1A: le piante sono delle erbe perenni con infiorescenze scapose e foglie con internodi molto brevi che formano delle piccole rosette basali; le specie sono endemiche dei prati di alta quota del Messico;

genere Selloa.
- Gruppo 1B: le piante sono delle erbe annuali o perenni, talvolta sono arbustive; le infiorescenze sono variamente composte da capolini, raramente sono scapose (Aphanactis); se le foglie formano delle rosette basali, allora le foglie hanno la lamina intera e sono molto densamente pubescenti da apparire argentee oppure colorate di un verde luminoso, e le piante appartengono al páramo (tipico altopiano freddo del Sud America) o più specificamente al jalca (regione naturale del Perù a quote comprese tra i 3500 e 4000 simile al páramo);

- Gruppo 2A: il pappo dell'achenio dei fiori del disco è persistente ed è formato da piatte setole capillari;

genere Alloispermum: l'achenio dei fiori del raggio è privo di pappo.
genere Schistocarpha: l'achenio dei fiori del raggio è provvisto di pappo.
- Gruppo 2B:  il pappo dell'achenio dei fiori del disco è formato variamente oppure è assente, se è formato da setole, queste sono caduche;

- Gruppo 3A: la corolla dei fiori del raggio è tubolare o con un lembo (parte finale piatta della corolla) molto ridotto;

genere Faxonia.
- Gruppo 3B: se i fiori del raggio sono presenti, allora la corolla non è del tipo tubolare;

- Gruppo 4A: il pappo è formato da alcune, caduche setole di varia lunghezza;

genere Alepidocline: le piante sono erbe annuali.
genere Oteiza: le piante hanno un habitus arbustivo eretto o arrampicante.
- Gruppo 4B: il pappo è formato da alcune, persistenti scaglie troncate o affusolate, oppure è assente;

- Gruppo 5A: gli acheni dei fiori del raggio sono racchiusi in una struttura "squama/paglietta" consistente in 2 - 3 pagliette del ricettacolo fuse ad una adiacente squama dell'involucro;

genere Galinsoga.
- Gruppo 5B:  gli acheni dei fiori del raggio non sono racchiusi in una struttura tipo "squama/paglietta";

genere Aphanactis: le corolle dei fiori del raggio, se presenti sono colorate di giallo, se sono bianche allora i fiori centrali del disco sono sterili, se il capolino è discoide, allora il pedicello cresce ancora dopo l'antesi.
genere Sabazia: le corolle dei fiori del raggio sono colorate di bianco o bianco sfumato di rosa; i fiori centrali del disco sono fertili e i pedicelli non crescono dopo l'antesi.

## Alcune specie

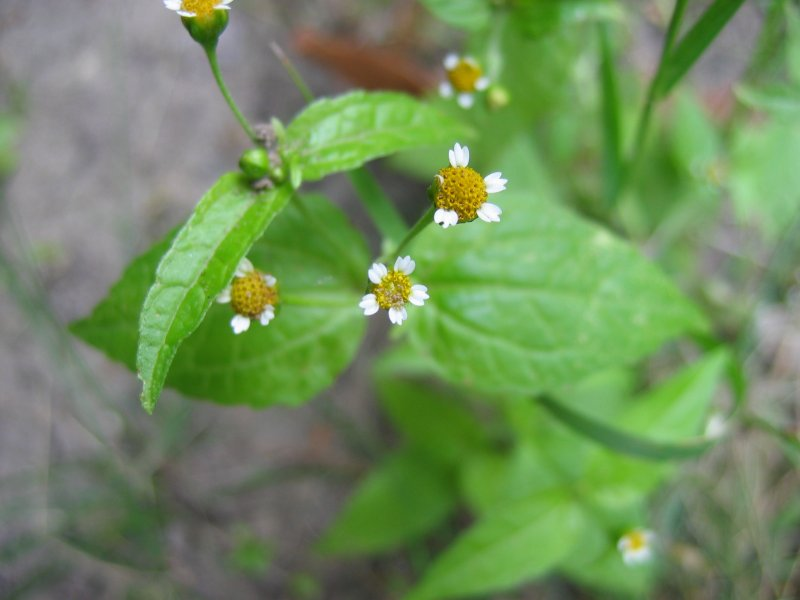
Galinsoga parviflora
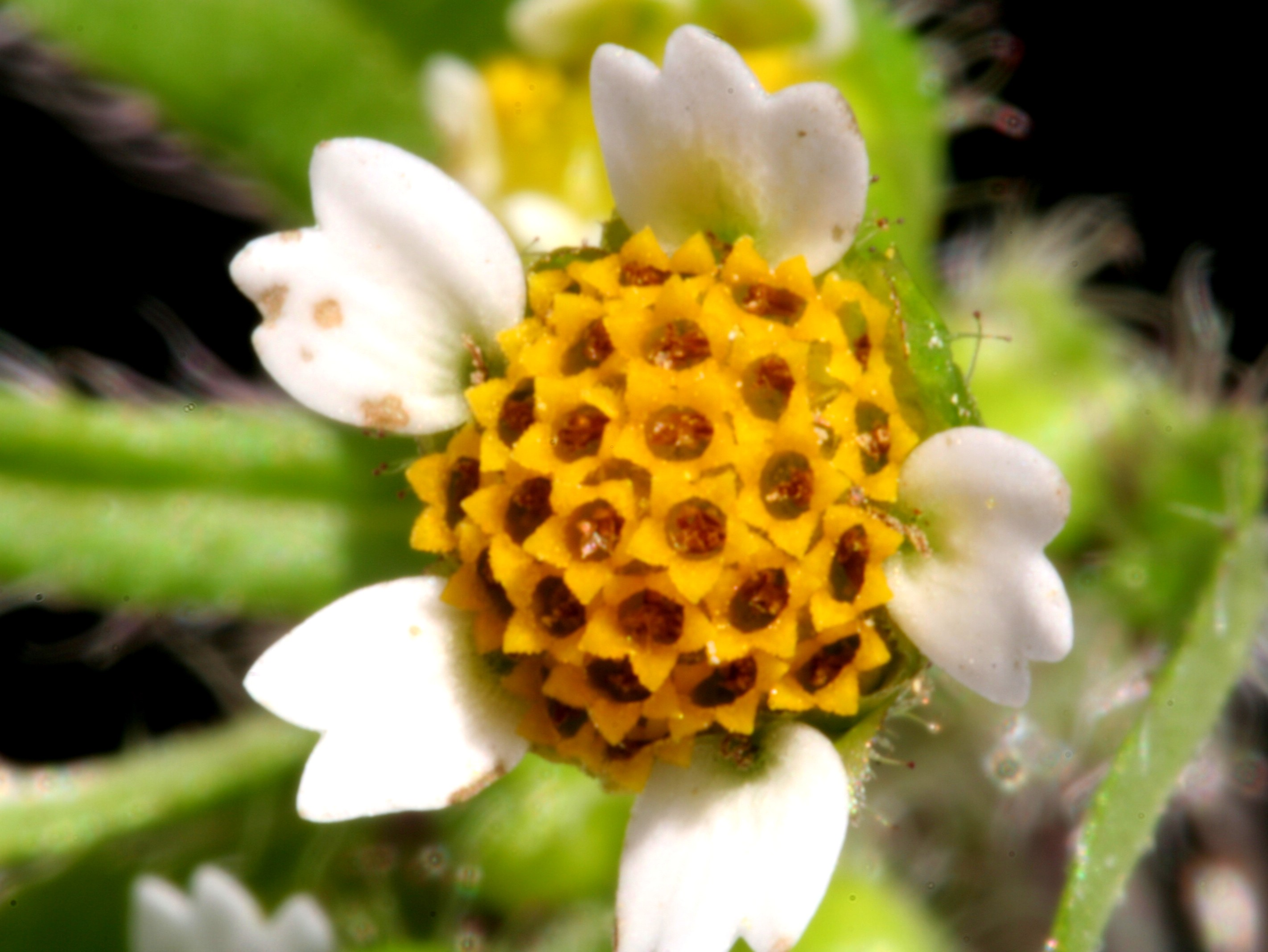
Galinsoga quadriradiata